# 호찌민 박물관
호찌민 박물관은 베트남 하노이 바딘 광장에 있는 박물관으로, 1990년 5월 19일 호찌민 탄생 100주년을 기념하여 개관하였다. 호찌민 묘소와 연결되어 호찌민에 관한 물품들이 전시되어 있다.

## 개요
호찌만 박물관은 바딘 광장 호찌민 묘소 뒤편에 위치해 있다. 베트남 정신적 지도자 호찌민과 외국의 지배에 저항하던 베트남 혁명과 투쟁을 테마로 하는 박물관이다.
박물관은 8 단계의 연대기적 주제로 호찌민의 삶을 기록하고 있다. 첫 번째 주제는 1890년부터 1910년까지 그의 성장, 고향과 청소년기를 모델로 제작되었다. 두 번째 주제는 이후 10년 동안 호찌민이 식민지 시대를 극복할 수 있는 방법을 모색하기 위해 전 세계를 여행한 것과 관련이 있다. 1920년부터 1945년까지를 다루는 다음 세 가지 주제는 호찌민이 마르크스주의와 레닌주의 이상을 바탕으로 베트남 공산당을 창설하고 나라의 독립을 위해 노력한 방법을 묘사했다. 여섯 번째 주제와 일곱 번째 주제는 1945년에서 1969년까지 시간을 다루고 있으며, 그 국가 영웅이 주로 그가 죽을 때까지 정치적 삶을 그린 것이다. 박물관은 전국적, 국제적으로 수집된 유물, 미니어처 그리고 다양한 선물을 모은 것이다.
호찌민 탄생 100주년인 1990년에 건설되었고 소련이 건설을 원조했다. 이 박물관은 12,000m² 면적에 호찌민의 유품과 애장품, 혁명의 역사 등을 전시하고 있다. 박물관은 ‘드래곤 하우스’라는 별명이 있다.
2010년 4월 12일 북한의 조선혁명박물관과 우호 관계를 맺었다.<ref>朝鮮革命博物館 ホーチミン博物館と友好関係設定に合意 보관됨 2016-03-05 - 웨이백 머신 조선신보, 2010년 4월 23일</ref>

## 운영시간
- 개장 시간 : 8:00 - 12:00 / 2:00 - 4:30
  - (월요일과 금요일 : 8:00 - 12:00)
- 티켓 가격 :
  - 내국인  : 무료

- - 외국인 : 인당 40,000 VND

## 같이 보기
- 바딘 광장
- 호찌민 관저
- 호찌민 묘소
- 호찌민 시립 박물관